# Herba d'eruga
L'herba d'eruga o cua d'escorpí entre d'altres denominacions vernacles (Scorpiurus muricatus) és una espècie de la família de les lleguminoses oriünda del sud d'Europa.

## Morfologia
Teròfit herbaci anual, pubescent o glabrescent, multicaule i prostrada. Fulles simples (poc característiques de les lleguminoses), lanceolato-espatulades, atenuades al pecíol. Limbe acutiúscul amb flors grogues de 5-10 mm, agrupades (de 2 a 5 flors, rarament 1) en inflorescències umbel·liformes, axil·lar i llargament pedunculades. El peduncle és notablement més llarg que la fulla acompanyant. El calze està format per 5 dents, on les que formen el calze són més llargues que les del tub. El fruit és un llegum amb 6-8 costelles longitudinals molt acusades i recobertes d'agullons, disposats tan densament que sovint fan difícil veure les costelles. Aquest és caragolat en una espiral irregular i tridimensional.

## Ecologia
Apareix en prats assolellats i secs.Floreix de març a juny.
Originalment circummediterrània, inclòs l'Orient Mitjà, i estesa fins a Europa central i l'Àfrica oriental (Etiòpia).
Al País Valencià es troba a tot el litoral des del nord de Castelló fins al territori diànic. A Catalunya per tot el litoral, penetrant per la Garrotxa, la Selva, el Bages, etc. I a les terres cultivades apareix accidentalment al Segrià (0-900 m). I a totes les Illes.

## Usos
L'extracte de les parts verds tenen efectes al·lelopàtics sobre els fongs del gènere Fusarium degut a l'alta concentració de fitoalexines en els teixits de les plantes. A més a més, és usada principalment com a planta de jardí com a cobertura vegetal, com a planta farratgera i els seus llegums es consumeixen crus en amanida a Argentina.

## Imatges

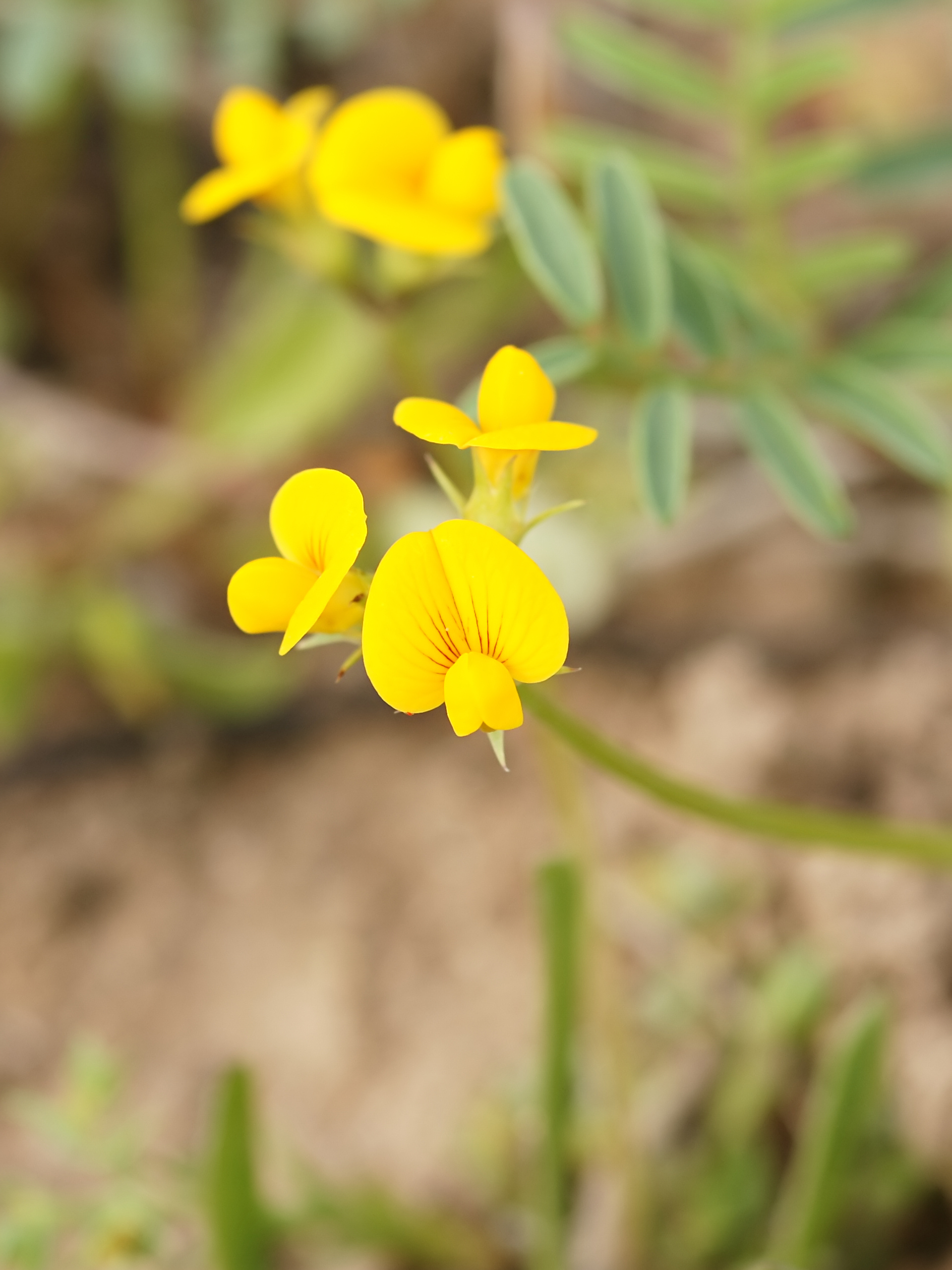
Flors
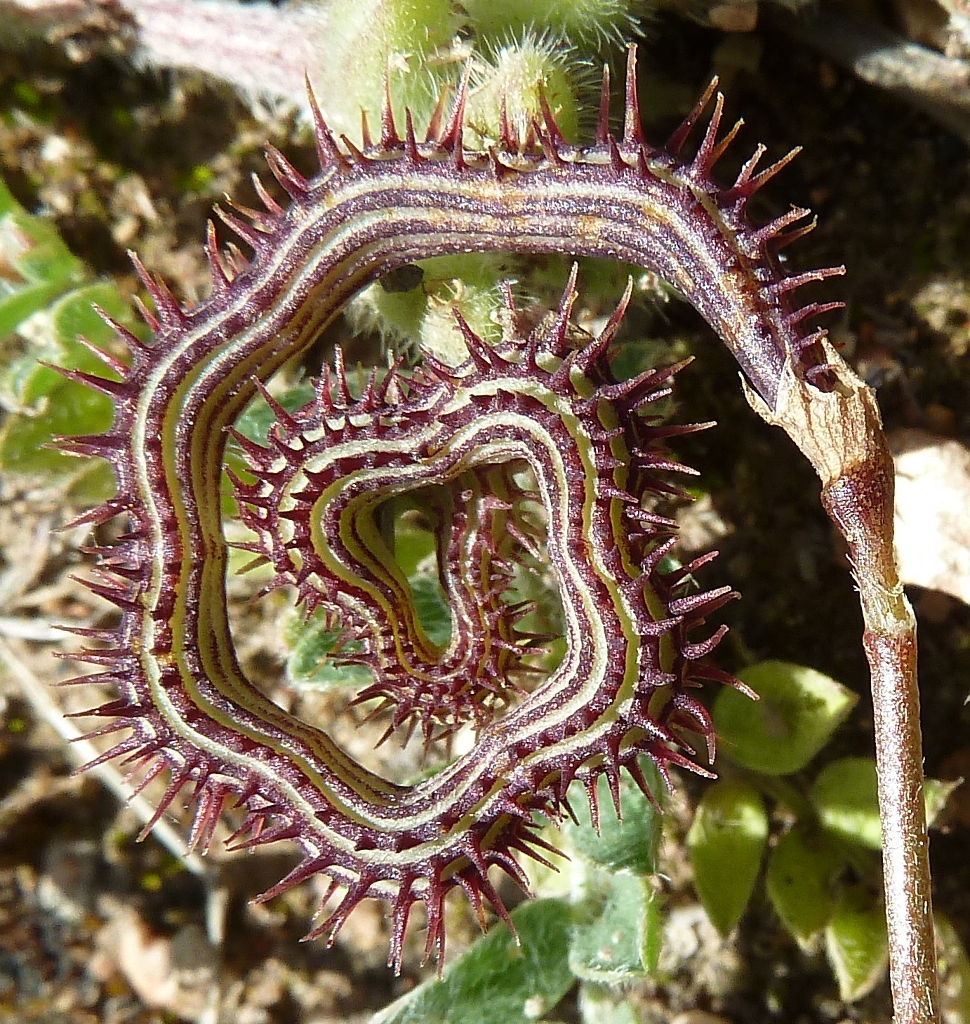
Fruit madur
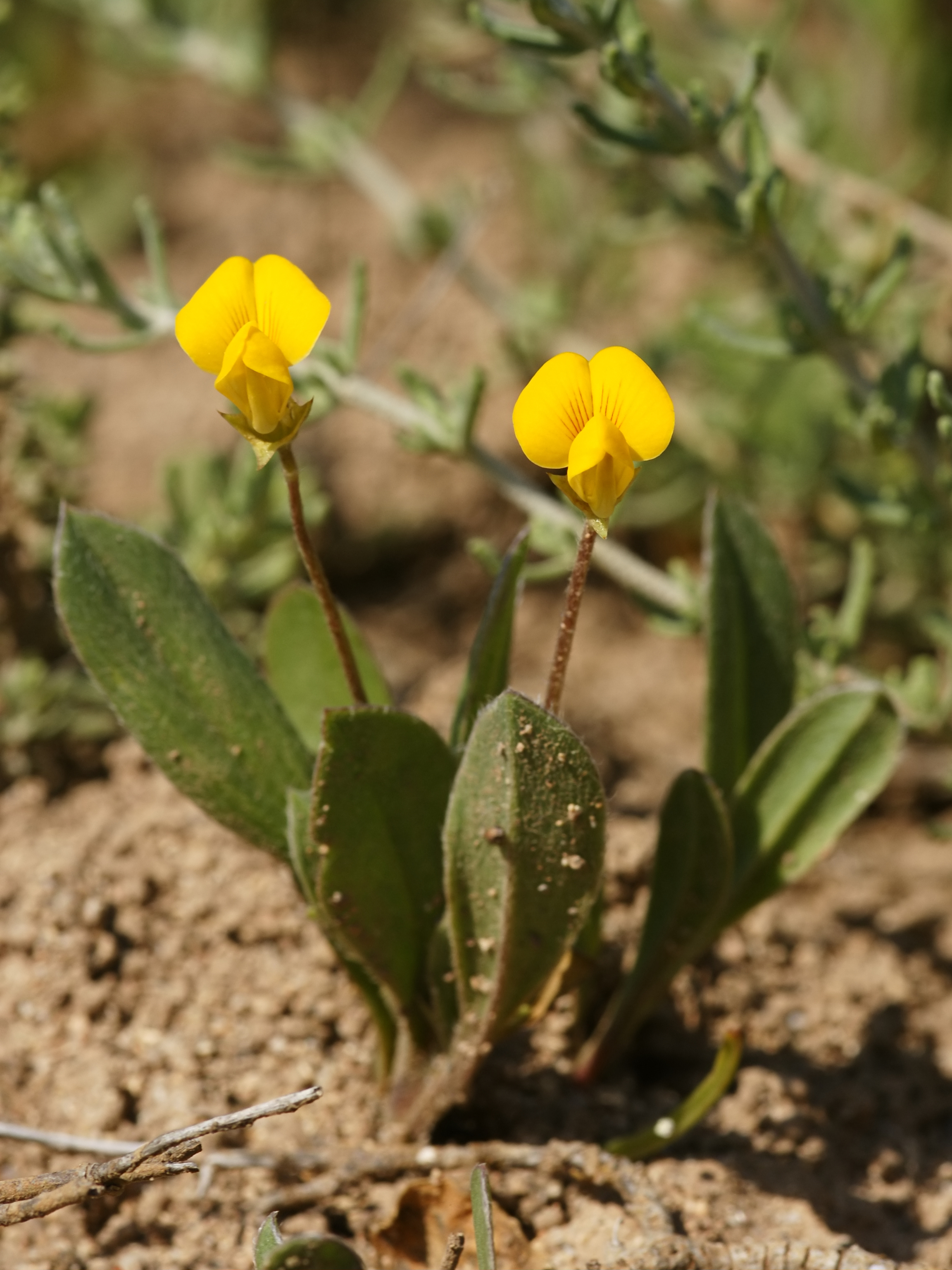
Planta jove
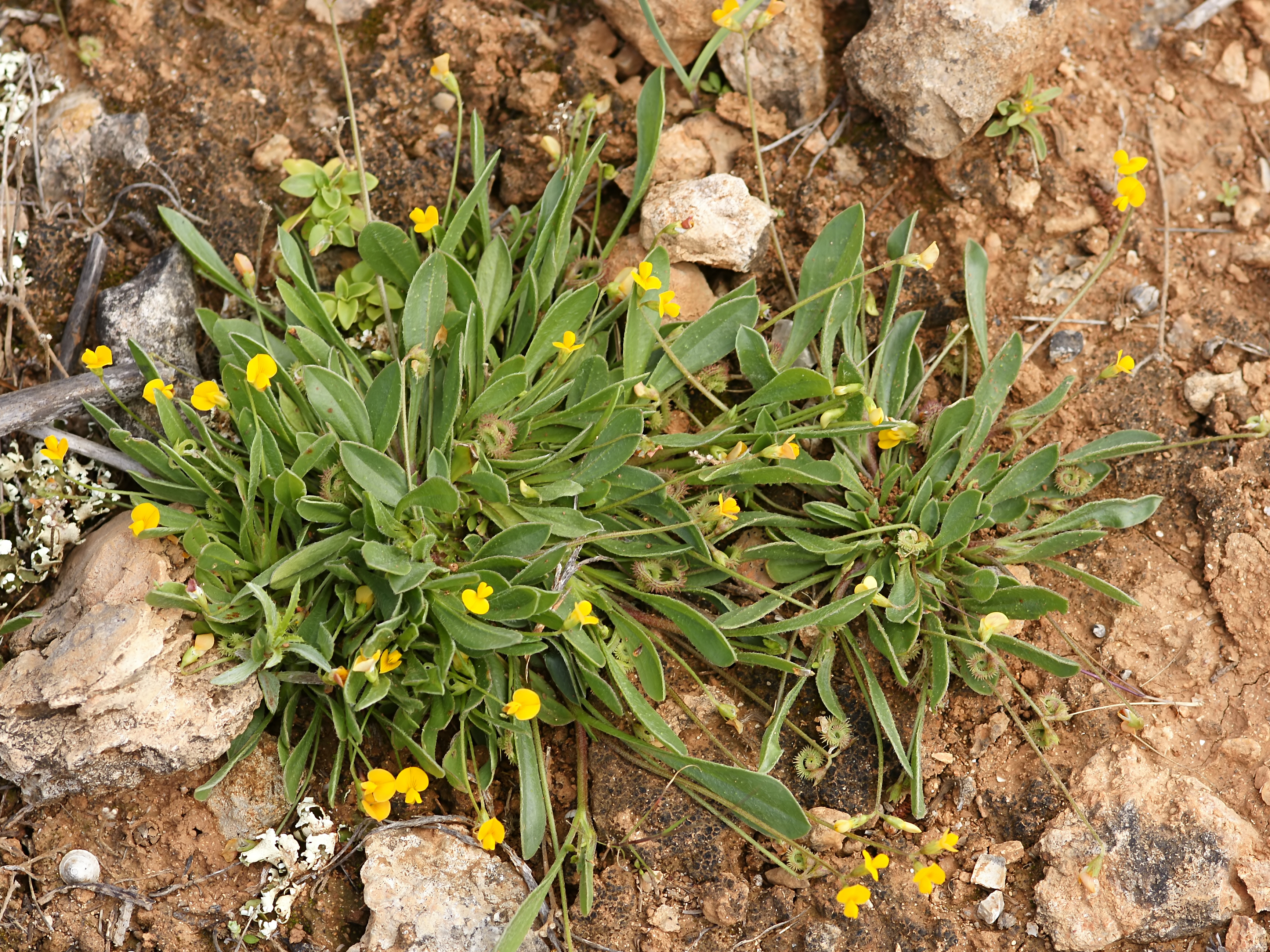
Planta adulta